# Superman (film, 1978)
A Superman (gyakran említik Superman: The Movie címmel is) Richard Donner 1978-ban bemutatott brit–amerikai–kanadai akció-sci-fi filmje, az azonos nevű képregényhősről, a címszerepben Christopher Reeve-vel. A főszereplők között volt még Marlon Brando és Gene Hackman. A forgatókönyvet Mario Puzo írta.

## Történet

Superman (Christopher Reeve)

A Krypton bolygón a lázadó Zod tábornokot és két követőjét a tér és idő nélküli Fantomzónában töltendő büntetésre ítélik. Ezután a Tanács tagjai vitatkoznak: Jor-El kutatásai alapján arra a következtetésre jutott, hogy a bolygó hamarosan megsemmisül. A többi tanácstag azonban nem hisz neki, sőt esküvel kötelezik arra, hogy sem ő, sem felesége, Lara nem hagyják el a Kryptont. Újszülött fiát, Kal-Elt azonban egy rakétában kimenekíti, útravalóul adva neki egy kristályt, amelybe minden tudását beleprogramozta. Nem sokkal a kilövés után bekövetkezik a katasztrófa.
A rakéta a Föld bolygón landol, amelyet Jor-El abból a megfontolásból szemelt ki, hogy fia külsejével be tud majd illeszkedni a lakói közé, ugyanakkor az eltérő molekuláris felépítés emberfeletti képességeket fog biztosítani számára. A gyerekre az idős Kent házaspár, Jonathan és Martha bukkan rá, akik magukhoz veszik és a Smallville nevű kisvárosban felnevelik. A nevelőszülők rögtön megtapasztalják a Clark Kent névre keresztelt gyerek különleges képességeit, de igyekeznek azokat a nyilvánosság elől eltitkolni. A fiú csak magányos perceiben igyekszik képességeit kiélni.
Jonathan hirtelen meghal, Clark ekkor szembesül azzal, hogy hiába vannak képességei, van, amivel még ő sem szállhat szembe. Nem sokkal ezután különös hangokat hall éjszaka, és megtalálja a Jor-El által ráhagyott kristályt. Ennek hatására késztetést érez arra, hogy északra menjen. Nevelőanyjától elbúcsúzva elmegy az Északi-sarkvidékre, ahol a kristályból a Krypton bolygót idéző építmény, a Magány Erődje növi ki magát. Itt megjelenik Jor-El, aki felvilágosítja fiát származásáról és megismerteti képességeivel, valamint figyelmezteti annak korlátaira is: nem avatkozhat bele az emberiség történelmébe. Az oktatás 12 földi év elteltével ér véget.
Clark Kent Metropolisban a Daily Planetnél helyezkedik el újságíróként. Itt ismeri meg kollégáit: Perry White főszerkesztőt, Jimmy Olsen fotóriportert és Lois Lane újságírónőt. Clark a nyilvánosság előtt szemüveg viselésével, valamint megjátszott esetlenségével igyekszik elrejteni kilétét. Egyik este a Loist szállító helikopter majdnem lezuhan, de Clark – felvéve piros-kék öltözékét, amiben a Magány Erődjét elhagyta – szuperképességeit igénybe véve megmenti. Az este folyamán további jótetteket is végre hajt, a városban találgatni kezdik, ki lehet a titokzatos férfi. Perry White utasításba adja kollégáinak, hogy készítsenek vele interjút. A titkos üzenettel vacsorára hívott Lois lakásán Clark a szuperhős képében jelenik meg, elviszi repülésre és hajlandó neki nyilatkozni, bár nevét nem árulja el. Lois cikke nyomán azonban megszületik a „Superman” név.
Az új hősre felfigyel a Metropolis utcái alatt rejtőzködő bűnöző, Lex Luthor is, akit a rendőrség hiába próbál felkutatni. Supermanben ördögi tervei akadályozóját látja, ezért megpróbálja megkeresni a gyenge pontját és meg is találja: a Krypton bolygó pusztulásakor keletkezett sugárzó anyag, a kryptonit. Egy régi újságban rábukkan egy cikkre, amely szerint Superman Földre érkezésével egy időben Etiópiában becsapódott egy meteorit, amit egy múzeumban őriznek. A meteorit ellopása után nekilát terve előkészítésének, két segítőtársával, Miss Teschmakerrel és a bugyuta Otisszal. Az amerikai hadsereg katonáit becsapva két kísérleti lövésre szánt rakéta koordinátáit átprogramozza.
Supermant egy magas hangfrekvencián közvetített üzenet segítségével rejtekhelyére csalja. Itt elmondja neki tervét: az egyik rakétát a Szent András-törésvonalra irányította, hogy Kalifornia nyugati része elsüllyedjen, ezzel megemelve a Luthor által felvásárolt, pillanatnyilag sivatagi földek értékét. A másik rakétával a New Jersey állambeli Hackensacket célozta meg, hogy Supermannek ne legyen ideje mindkét becsapódást megakadályozni. Superman röntgenlátása segítségével keresni kezdi a detonátort, míg rá nem bukkan egy ólomdobozra, amin nem lát át. A dobozban azonban a kryptonitot találja, aminek hatására elkezd gyengülni. Luthor a kristályt egy láncra fűzve Superman nyakába akasztja, majd belöki őt a medencéjébe. Csakhogy egy dologgal nem számolt: Miss Teschmaker anyja Hackensackben él. Emiatt Luthor távozása után Miss Teschmaker kimenti Supermant, a kryptonitot a csatornába hajítja, Supermantől pedig azt kéri, először az anyját mentse meg.
Superman a Hackensack felé tartó rakétát sikeresen eltéríti, azonban a kaliforniai becsapódást már nem tudja megakadályozni, csupán annak következményeit igyekszik elhárítani. Éppen Kaliforniában tartózkodik a rejtélyes telekvásárlások után nyomozó Lois és Jimmy is. Lois autóját a földrengés következtében elárasztja a homok, és Superman sem tudja őt megmenteni a fulladástól. Supermanen ekkor úrrá lesz a fájdalom, és elkezd önmagával viaskodni, végül Jor-El tanácsával szembeszállva visszautazik az időben, és úgy alakítja az eseményeket, hogy egyik katasztrófa se következzen be. Így immár élve bukkan rá a lerobbant autója miatt mérgelődő Loisra, akinek hirtelen különös gondolata támad annak nyomán, hogy Clark Kent ismét elszalasztotta Superman felbukkanását, de gyorsan el is hessegeti azt… Superman pedig a mentőakció végeztével beviszi Luthort és Otist a börtönbe.

## Szereplők

### Jellemzések

#### Képregényből vett szereplők
- Superman/Clark Kent/Kal-El Kal-El néven született a Krypton bolygón. Szülőbolygója pusztulása előtt egy rakétában sikerült kimenekíteni. A Földön landolt, ahol egy idős házaspár rábukkant és Clark Kent néven felnevelte. Az eltérő körülmények között a Földön különleges képességekkel rendelkezik, amelyek birtokában felnőttként kettős életet él: civilben Clark Kent néven a Daily Planet újságírója, Superman néven pedig a bajbajutottakon segítő és bűnözők ellen harcoló szuperhős.
- Jor-El Kal-El (Superman) biológiai apja, kryptoni tudós és a Tanács tagja. Megfigyelései alapján rájön, hogy bolygója el fog pusztulni, de nem hisznek neki. Az általa készített kristályok segítségével halála után is tud kommunikálni fiával.
- Lara Jor-El felesége, Kal-El (Superman) biológiai anyja.
- Zod tábornok Kryptoni lázadók vezére, akit büntetésből a Tanács döntése nyomán Jor-El a Fantomzónába zárt.
- Jonathan Kent Smallville-i farmer, Clark nevelőapja.
- Martha Kent (leánykori nevén: Martha Clark) Jonathan felesége, Clark nevelőanyja.
- Lana Lang Clark Kent osztálytársa és fiatalkori szerelme Smallville-ben.
- Lois Lane A Daily Planet agilis újságírónője, Supermannel egymásba szeretnek.
- Perry White A Daily Planet főszerkesztője.
- Jimmy Olsen A Daily Planet fiatal fotóriportere.
- Lex Luthor Metropolis utcái alatt rejtőzködő, gátlástalan bűnözőzseni. A rendőrség hiába próbálja kézre keríteni, mindig túljár az eszükön. Superman akadályozza ördögi tervei megvalósításában, ezért keresi annak módját, hogyan tudna megszabadulni tőle.

#### Eredeti szereplők
- Ursa Kryptoni nő, Zod tábornok követője, szintén a Fantomzónába került.
- Non Zod tábornok nagy termetű, alacsony intelligenciájú, erőszakos követője, szintén a Fantomzóna rabja lett.
- első öreg A krpytoni Tanács feje, kételkedik Jor-El előrejelzéseiben, ezért megtiltja, hogy azokat megossza a lakossággal és elhagyja a Krpytont.
- Vond-Ah Kryptoni tudósnő, kételkedik Jor-El előrejelzéseiben.
- Brad Wilson Clark osztálytársa, az iskolai futballcsapat játékosa, akinek szintén tetszik Lana és lenézi Clarkot.
- Miss Teschmaker Lex Luthor segítője és barátnője, aki azonban vonzalmat érez Superman iránt is.
- Otis Lex Luthor kövér, bugyuta segítőtársa.

### Szereposztás
| Szerep                         | Színész                                    | Magyar hangja (1. szinkron (HBO, 1991)) | Magyar hangja (2. szinkron (TV2, 2002)) | Magyar hangja (3. szinkron (2001-2006)) |
| ------------------------------ | ------------------------------------------ | --------------------------------------- | --------------------------------------- | --------------------------------------- |
| Superman / Clark Kent / Kal-El | Christopher Reeve                          | Rátóti Zoltán                           | Széles Tamás                            | Rátóti Zoltán                           |
| Jor-El                         | Marlon Brando                              | Vass Gábor                              | Mihályi Győző                           | Vass Gábor                              |
| Lex Luthor                     | Gene Hackman                               | Láng József                             | Bezerédi Zoltán                         | Tordy Géza                              |
| Lois Lane                      | Margot Kidder                              | Simon Mari                              | Xantus Barbara                          | Peller Anna                             |
| Perry White                    | Jackie Cooper                              | Beregi Péter                            | Papp János                              | Cs. Németh Lajos                        |
| Jimmy Olsen                    | Mark McClure                               | Zalán János                             | Markovics Tamás                         | Zámbori Soma                            |
| Otis                           | Ned Beatty                                 | Kránitz Lajos                           | Kerekes József                          | Pálfai Péter                            |
| Miss Teschmaker                | Valerie Perrine                            | Kocsis Mariann                          | Frajt Edit                              | Csondor Kata                            |
| Jonathan Kent                  | Glenn Ford                                 | Tolnai Miklós                           | Versényi László                         | Kristóf Tibor                           |
| Martha Kent                    | Phyllis Thaxter                            | Pásztor Erzsi                           | Gyimesi Pálma                           | Horváth Zsuzsa                          |
| A fiatal Clark Kent            | Jeff East Christopher Reeve (eredeti hang) | Rátóti Zoltán                           | Széles Tamás                            | Szvetlov Balázs                         |
| Lara                           | Susannah York                              | Prókai Annamária                        | Náray Erika                             | Incze Ildikó                            |
| Zod tábornok                   | Terence Stamp                              | Fülöp Zsigmond                          | F. Nagy Zoltán                          | Bolla Róbert                            |
| Ursa                           | Sarah Douglas                              | Csere Ágnes                             | Spilák Klára                            | Borbás Gabi                             |
| Non                            | Jack O’Halloran                            | nem szólal meg                          | Bódy Gergely                            | nem szólal meg                          |
| Első öreg                      | Trevor Howard                              | Simon György                            | Szokolay Ottó                           | Uri István                              |
| Második öreg                   | Harry Andrews                              | Bodor Tibor                             | Makay Sándor                            | Várday Zoltán                           |
| Vond-Ah                        | Maria Schell                               | Földi Teri                              | Spilák Klára                            | Nagy-Kálózy Eszter                      |
| Lana Lang                      | Diane Sherry                               | Kisfalvi Krisztina                      | Fehér Anna                              | Zsigmond Tamara                         |
| Őrnagy                         | Larry Hagman                               | Kárpáti Tibor                           | Kránitz Lajos                           | Bartók László                           |

## Díjak, jelölések
- az Amerikai Filmakadémia különdíja 1979:
  - látványeffektek
- Oscar-díj jelölés 1979:
  - legjobb eredeti filmzene
  - legjobb vágás
  - legjobb hangkeverés
- Szaturnusz-díj 1979:
  - legjobb sci-fi film
  - Margot Kidder, legjobb színésznő
  - legjobb zene
  - legjobb produkciós design
  - legjobb speciális effektek
- Szaturnusz-díj jelölés 1979:
  - Christopher Reeve, legjobb színész
  - Richard Donner, legjobb rendező
  - legjobb jelmezek
  - Valerie Perrine, legjobb női mellékszereplő
- BAFTA-díj 1979
  - Christopher Reeve, legígéretesebb felfedezett főszereplő
- BAFTA-díj jelölés 1979:
  - Gene Hackman, legjobb mellékszereplő
  - legjobb operatőri munka
  - legjobb produkciós design
  - legjobb hangkeverés
- Grammy-díj 1980:
  - legjobb eredeti filmzene
- Golden Globe jelölés 1979:
  - legjobb eredeti filmzene
- Hugo-díj 1979
  - legjobb forgatókönyv

## A film változatai
Az első moziváltozat még tartalmazta az elnöki különgép személyzetének beszélgetését, amelyben célzások hangzottak el az akkori elnökre, Jimmy Carterre. Ez az összes későbbi változatból kimaradt, hogy a filmet ne lehessen időben behatárolni.
Az 1980-ban megjelent első amerikai VHS-kiadás 127 perces volt, mivel akkoriban még nem készültek a moziváltozat hosszúságához megfelelő szalagok. Nem vágtak ki jeleneteket, hanem a főcímet és a párbeszéd nélküli részeket gyorsították fel, a vége főcímet pedig lehagyták. A teljes hosszúságú kiadás 1983-ban jelent meg.
1981-ben az ABC csatorna egy 182 perces változatot tűzött műsorra. Ebben láthatók a később kiadott rendezői változat jelenetei (lásd lentebb), továbbá:
- Lex Luthor időnként zongorázik
- Miután Superman Kaliforniában megmentette Loist, Miss Teschmakert kimenti az oroszlánok közül, ahova Luthor dobatta be.
- további jelenetek a Krypton pusztulásához, Smallville-hez, a Magány Erődjéhez, a Daily Planethez és a földrengéshez kapcsolódóan.

Televíziós forgalmazásra létezik egy még hosszabb, 188 perces változat, Salkind International Cut címmel. Először 1994-ben került képernyőre, a Los Angeles-i KCOP csatornán, emiatt „KCOP-verzió” néven is szokás emlegetni. Rajongói körökben Superman: The Movie Restored International Cut címmel terjesztik.
2000-ben megjelent a film rendezői változata, amely nyolc percnyi kimaradt jelenetet tartalmaz:
- Jor-El és a Tanács beszélgetése némileg hosszabb.
- amikor Jor-El készül a fiát szállító rakéta kilövésére, a Tanács gyanút fog és egy őrt küld Jor-Elhez.
- a kilőtt rakétát láthatjuk elsuhanni a három lázadót fogva tartó Fantomzóna mellett.
- miután a kislány a vonat ablakából meglátja futni Clark Kentet, beszélget a szüleivel. Ebből kiderül, hogy a lány Lois Lane. A szülőket Kirk Alyn és Noel Neill alakítják, a Superman első filmváltozatának főszereplői.
- Jonathan Kent temetése után hosszabb panorámakép látható Smallville-ről.
- egy kirakatban a tévékben éppen Superman felbukkanásáról mutatnak felvételeket. A szemlélődők között van Clark Kent is, akivel néhány szót vált egy idegen férfi (akit Richard Donner alakít).
- miután Clark Kent/Kal-El először mutatkozott meg nyilvánosan szuperhősként, ellátogat a Magány Erődjébe, ahol elbeszélget Jor-El szellemével, aki figyelmezteti, hogy ne hagyja, hogy a földlakók elkényelmesedve mindent vele csináltassanak meg, és óvakodjon a gőgtől, ami a kryptoniak pusztulását is okozta.
- Otis sétája az aluljáróban hosszabb.
- amikor Superman felkeresi Lex Luthor főhadiszállását, Luthor különböző fegyvereket próbál meg bevetni ellene (gépfegyver, tűz, fagyasztás), de egyik sem használ (ennek a jelenetnek egyes részeit később felhasználták a második rész moziváltozatában, amikor Superman kristálykamrában elveszti erejét).
- a kaliforniai katasztrófánál látható, amint a Hollywood felirat betűi eldőlnek, egy csapat cserkészlány pedig menekül.

Magyarországon három szinkron készült a filmhez. Az első az HBO megbízásából a mozikban bemutatott kópiához, akárcsak a TV2-n bemutatott változat. A rajongók általában az HBO-féle szinkront tartják jobbnak, ezt a változatot sugározta az MTV, az RTL Klub és a Filmmúzeum is. A rendezői változathoz a betoldott jelenetek miatt újabb szinkron készült, ebben az HBO-szinkron szereposztásából két színész tért vissza: Rátóti Zoltán (a címszereplő) és Vass Gábor (Jor-El). A négylemezes DVD-kiadáson megjelent a moziváltozat az HBO-szinkronnal és a rendezői változat az ahhoz készült szinkronnal.

## Fogadtatása, hatása
A Supermant tartják az első színvonalas képregény-megfilmesítésnek, amelynek sikerült bizonyítania a műfaj létjogosultságát.[forrás?] A film három Oscar-díj jelölést kapott, valamint elnyerte többek között a legjobb sci-fi filmnek járó Szaturnusz-díjat. A John Williams által komponált főcímzene klasszikussá vált, még a Supermant kevésbé ismerők körében is.
Richard Donner kellő alázattal, jó érzékkel vitte filmre a figurát, megtalálva az akció, a kaland, az érzelmek és a humor megfelelő arányát.
Christopher Reeve mind megjelenésével, mind színészi játékával telitalálatnak bizonyult a főszerepre. Még olyanok is azonosítják Supermannel, akik későbbi feldolgozásokból (pl. Lois és Clark, Smallville) ismerték meg a figurát.
A technikai trükkök a maguk korában színvonalasnak bizonyultak, még ha egy részük későbbi szemmel elavultnak is hat. Ugyanakkor ötletesnek bizonyult a Krypton bolygó és a Magány Erődje megjelenítése.
A film iránymutatónak bizonyult a későbbi képregény-feldolgozások számára azzal is, hogy az első rész bemutatta a főhős eredettörténetét (bár akadtak ez alól kivételek, mint Tim Burton Batmanje vagy az X-Men – A kívülállók).
Vitatott eleme volt a filmnek a befejezés, amely némi logikai hibát is eredményezett. Hiányzik a magyarázat arra is, hogy az átöltözés során hova kerül Superman civil ruhája és később honnan vesz elő újat, illetve sokan találják nevetségesnek, hogy a főhős Clark Kentként pusztán szemüveggel el tudja rejteni kilétét, ezek a hiányosságok azonban még az eredeti képregényből származnak.